# Bartlett (Teksas)
Bartlett – miasto w Stanach Zjednoczonych, w stanie Teksas, w hrabstwie Bell.